# 聖弗朗索瓦縣 (密蘇里州)
聖弗朗索瓦县（英語：Saint Francois County）是美國密蘇里州東南部的一個縣。面積1,172平方公里。根據美國2000年人口普查，共有人口55,641人。縣治法明頓（Farmington）。
成立於1821年12月19日。縣名來自聖弗朗西斯河 （紀念天主教聖人聖方濟各）。